# NGC 2842
NGC 2842 ist eine linsenförmige Galaxie vom Hubble-Typ SB0-a im Sternbild Carina. Sie ist schätzungsweise 118 Millionen Lichtjahre von der Milchstraße entfernt.
Das Objekt wurde am 8. März 1836 von John Herschel entdeckt.